# Katsudon

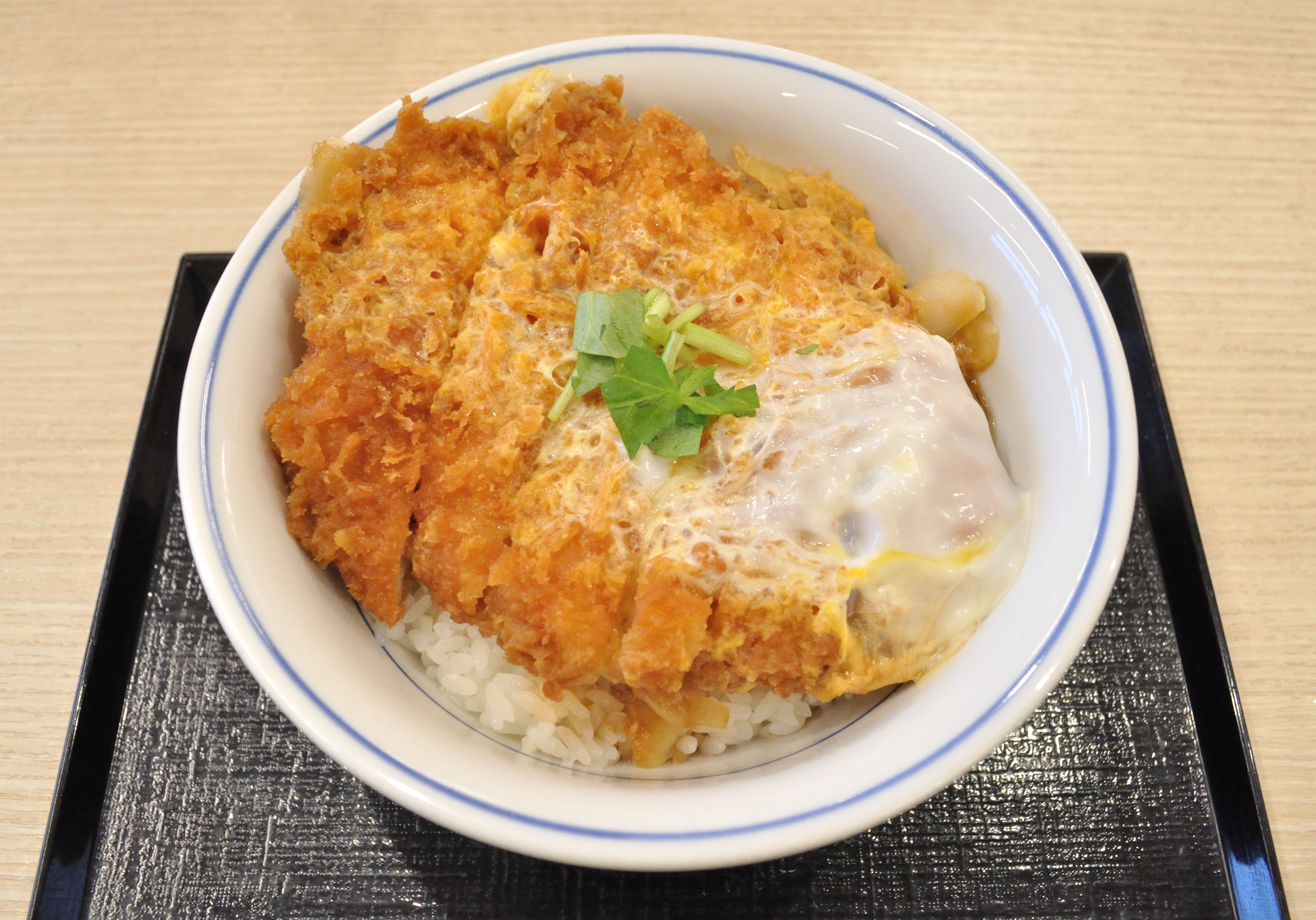
Katsudon.

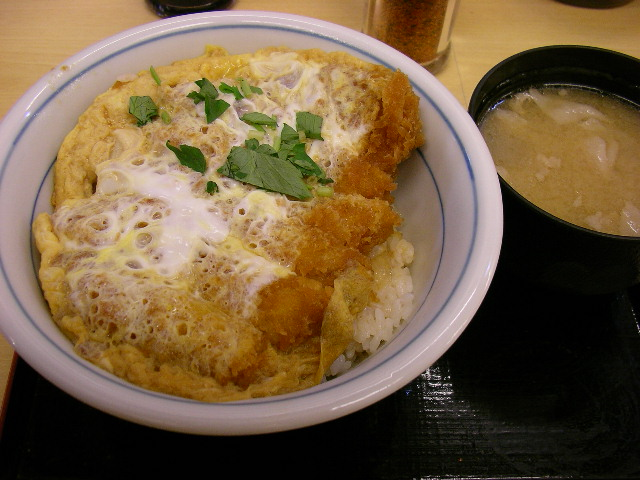
Katsudon à esquerda, acompanhado de misoshiru à direita.

Katsudon (カツ丼) é um prato japonês, constituído por arroz coberto por tonkatsu (milanesa de porco) temperado com molho próprio e envolto por ovo bem cozido ou não. É classificado como uma variedade dos pratos japoneses chamados donburimono (ou simplesmente donburi ou don).

## Variedades
O katsudon pode ser servido em jūbako (caixa japonesa própria para servir comida), sendo chamado de katsujyū neste caso. Também pode se servir somente a parte superior do prato, o tonkatsu temperado e envolto em ovo, e neste caso é chamado de katsutoji (katsu selado) ou tamagotoji (selado por ovo).
Há receitas de katsudon que não utilizam ovo. Estes são conhecidos como sōsu katsudon (katsudon de molho inglês). Estes katsudons são constituídos de arroz no donburi (tigela) coberto com repolho, cortado em finas tiras, e o tonkatsu por cima de tudo. O tonkatsu pode ser temperado regando com molho ou mergulhando no molho.

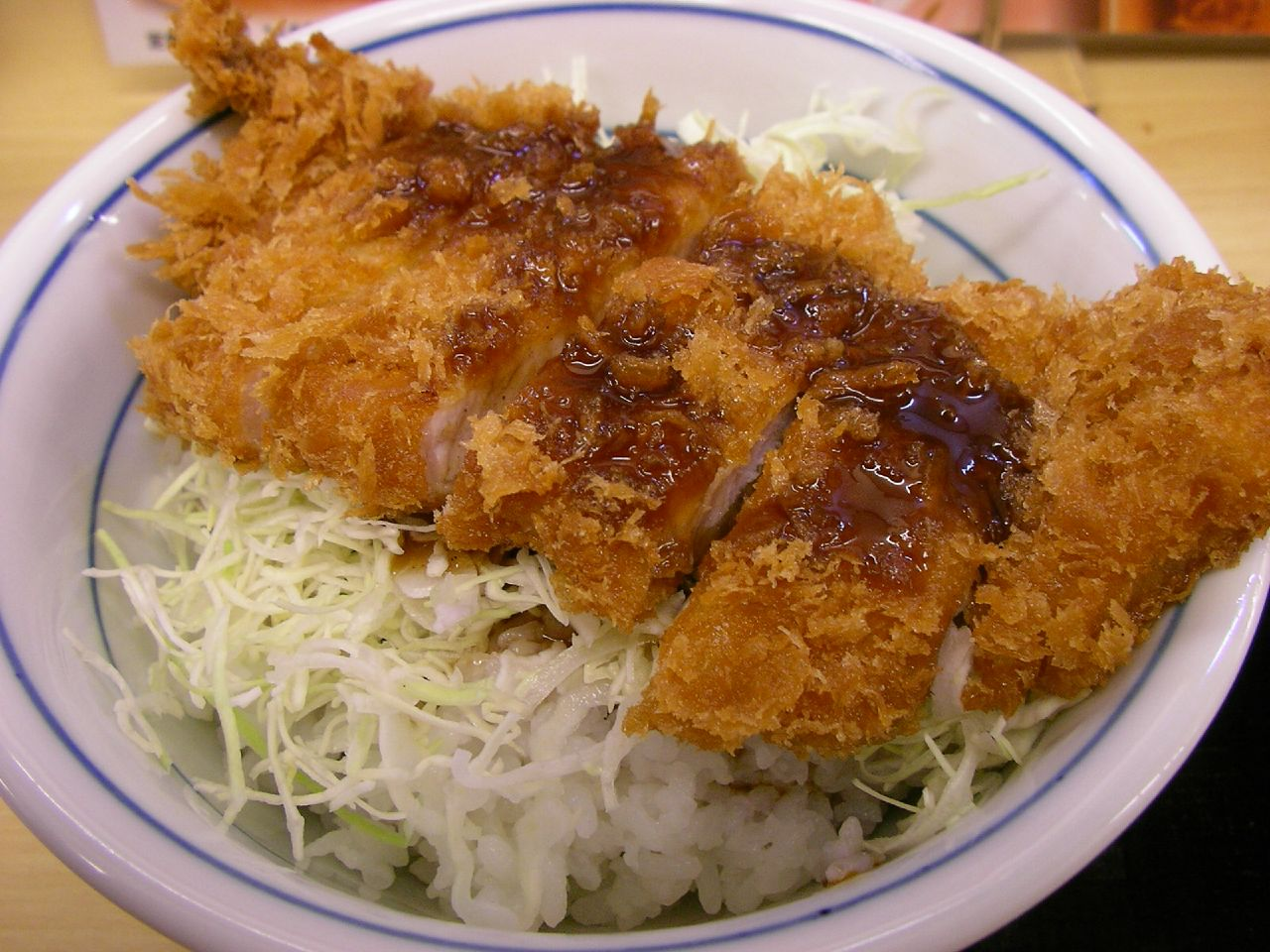
Sosū katsudon com tonkatsu regado de molho.
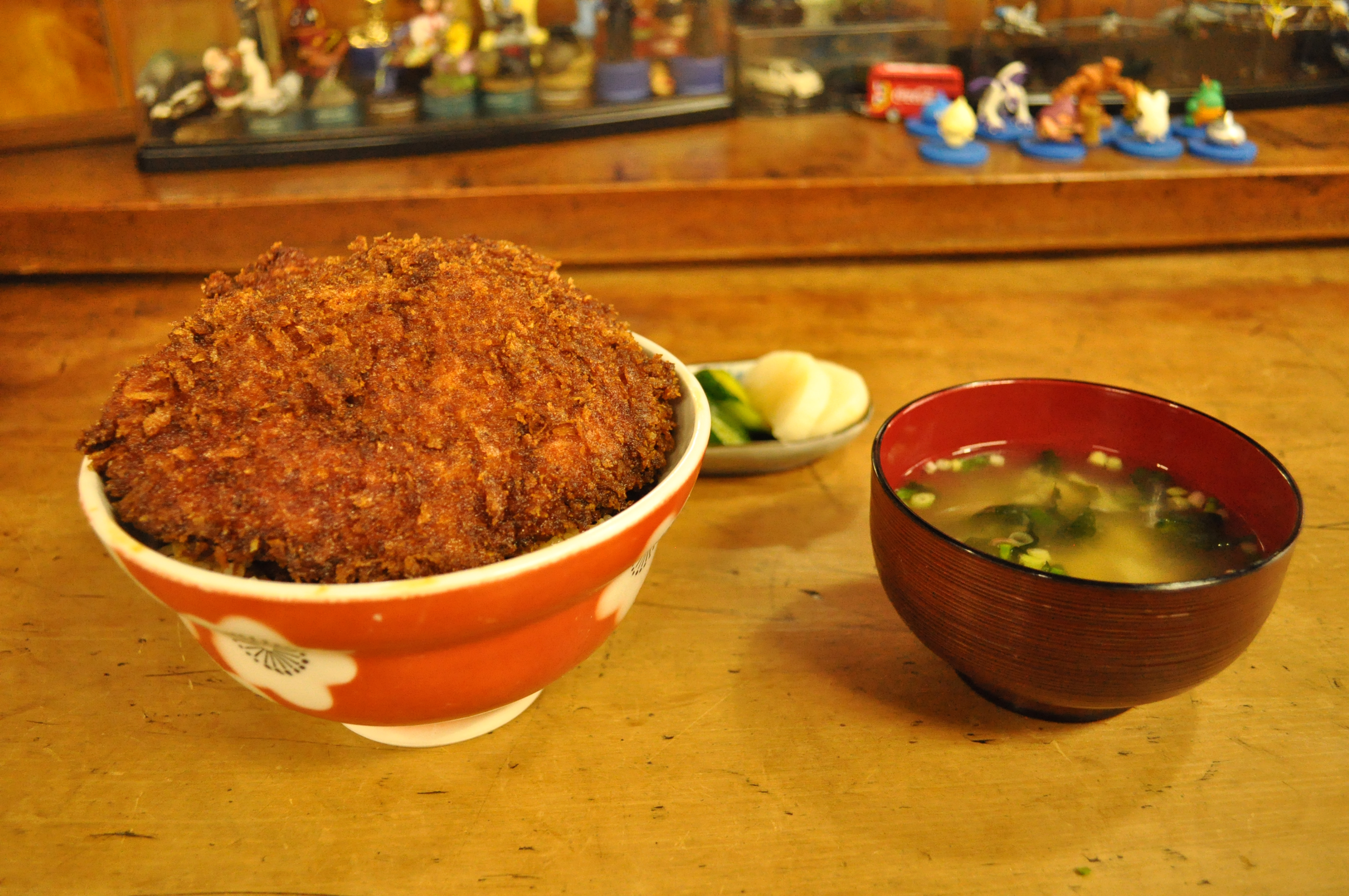
Sosū katsudon com o tonkatsu que foi mergulhado em molho.

Existem variedades que substituem a carne de porco por de outros animais. Neste caso, o nome da carne substituta é colocado como prefixo de katsu, sendo o chicken katsudon o nome quando utiliza a carne de frango e gyukatsudon no caso de carne bovina.

## História
Há diversas histórias sobre a origem do katsudon:
- Versão Sanchōan:

De acordo com esta versão, katsudon nasceu do improviso do chefe do Sanchōan, um restaurante de soba. Em 1918, o restaurante Sanchōan estava preparando um banquete, porém  este evento foi cancelado de última hora. No dia seguinte, o chefe do restaurante reaproveitou os tonkatsus que tiveram o pedido cancelado ao condimentá-los com caldo de sobá e envolvê-los com ovo e, por fim, colocou-os sobre o arroz; criando assim o katsudon.
- Versão Nakanishi:

Nesta história, o katsudon foi inventado por Keijiro Nakanishi, um aluno da Universidade de Waseda, em 1921. Nakanishi que almoçava todos os dias num restaurante perto da universidade, revezava os pratos karē rice e katsu rice. Porém, um dia ele ficou enjoado de comer apenas estes pratos e resolveu colocar o katsu sobre o rice e temperar com um molho original, inventando desta forma o katsudon.
- Versão Takahata:

Nesta versão, o katsudon foi inventado pelo cozinheiro Masutaro Takahata. Ele teria estudado a culinária ocidental na Alemanha durante 6 anos e apresentado o sōsu katsudon em uma apresentação de culinária em Tokyo, no ano de 1913.